# Monapia tandil
Espèce
Monapia tandil est une espèce d'araignées aranéomorphes de la famille des Anyphaenidae.

## Distribution
Cette espèce est endémique de la province de Buenos Aires en Argentine,,. Elle se rencontre vers Tandil.

## Description
Le mâle holotype mesure 5,60 mm. La femelle décrite par Ramírez, Ansaldi et Puglisi en 2004 mesure 7,45 mm.

## Étymologie
Son nom d'espèce lui a été donné en référence au lieu de sa découverte, Tandil.

## Publication originale
- Ramírez, 1999 : New species and cladistic reanalysis of the spider genus Monapia (Araneae, Anyphaenidae, Amaurobioidinae). Journal of Arachnology, vol. 27, no 2, p. 415-431 (texte intégral).